# Мачеха (телесериал, 2022)
«Мачеха» (исп. La madrastra) — мексиканская телесериал 2022 года производства продюсера Кармен Армендарис для телекомпании Televisa. Сериал основан на одноименной мексиканской теленовелле 2005 года и пятой постановке франшизы «Fábrica de sueños». В главных ролях: Арасели Арамбула, Андрес Паласиос, Марисоль дель Ольмо и Хуан Карлос Баррето. Премьера состоялась 15 августа и завершилась 21 октября 2022 года на канале Las Estrellas.

## Сюжет
Во время поездки в Испанию Марсию Сиснерос обвиняют в убийстве Николаса Эскаланте и приговаривают к 35 годам тюремного заключения. Эстебан Ломбардо, её муж, считает её не только убийцей, но и прелюбодейкой, убившей её возлюбленного, чтобы скрыть её предательство, поэтому он бросает её и подаёт на развод. Марсия уверена, что она невиновна и что среди друзей её бывшего мужа есть убийца, поэтому она изучает право, находясь в тюрьме, чтобы возобновить свое дело.
Двадцать лет спустя адвокату удается добиться её досрочного освобождения, и она возвращается в Мексику, чтобы очистить своё имя и воссоединиться со своими детьми, но они считают её мертвой. Лукреция, старшая сестра Эстебана, поместила в своем доме портрет неизвестной женщины, и дети выросли, обожая женщину на портрете. Марсия вызывает всех подозреваемых, которые потрясены, увидев её, но, чтобы привлечь на свою сторону своих детей и расследовать каждого из подозреваемых, она меняет своё имя и представляется как Мариса Джонс. Марсия вынуждает Эстебана расстаться со своей невестой, чтобы жениться на ней, став мачехой своим детям.

## В ролях

### Основной состав
- Арасели Арамбула — Марсии Сиснерос Диас де Ломбардо / Мариса Джонс[7]
- Андрес Паласиос — Эстебана Ломбардо Фуэнтеса
- Марисоль дель Ольмо — Лукреции Ломбардо Фуэнтес[8]
- Хуан Карлос Баррето — отца Хосе Харамильо
- Марта Хулия — Флоренсии Линарес де Техада
- Марко Тревиньо — Донато Риваса
- Сесилия Габриэла — Эмилии Зетины де Ривас
- Хуан Мартин Хауреги — Бруно Техада
- Айседора Гонсалес — Инес Ломбардо Фуэнтес
- Дения Агалиану — Паулы Феррер Зетина
- Эдуардо Испания — Руфино «Ла Тортуга» Гонсалеса
- Монтсеррат Мараньон — Кандиды Гарсиа де Нуньес
- Рикардо Фастлихт — Франсиско «Панчо» Нуньеса
- Эпи Велес — Виолеты Прадо
- Кармен Муга — Альбы Бермеджо
- Адриан Ди Монте — Альваро Гонсалеса
- Икер Мадрид — Кондесы
- Альберто Павон — Иньяки Арнеллы
- Дэвид Каро Леви — Уго Ломбардо Сиснероса
- Ана Тена — Лусии Ломбардо Сиснерос
- Эмилиано Гонсалес — Рафаэля Техада Ломбардо
- Джулия Урбини — Селии Нуньес Гарсиа
- Себастьян Фуйу — Омара Эскаланте Масиаса
- Кристофер Валенсия — Пабло Нуньеса Гарсиа
- Хосе Элиас Морено — Сантино Гонсалеса

### Вспомогательный состав
- Габриэль Сото — Николаса Эскаланте[9]
- Вильма Сотомайор — Ребеки Масиас де Эскаланте
- Педро Прието — Антонио Хила
- Палмейра Крус — Бетины Мены
- Диего Солдано — Гаспара Иглесиаса
- Кармен Дельгадо — Теньенте Акунья
- Карла Гайтан — Химены Хиль